# Enscepastra curvipalpata
Enscepastra curvipalpata is een vlinder uit de familie smalvleugelmotten (Batrachedridae). De wetenschappelijke naam is voor het eerst geldig gepubliceerd in 2011 door Mey.
De soort komt voor in tropisch Afrika.